# Лингис, Антанас
Антанас Лингис (26 декабря 1905 года — 6 июня 1941 года) — литовский футболист, нападающий. Дважды побеждал в Кубке Балтии в составе сборной Литвы.

## Клубная карьера
Всю карьеру нападающий провёл в чемпионате Литвы. Наибольших успехов нападающий достиг в ФК «ЛФЛС» и ФК «Ковас», выиграв два чемпионата Литвы

## Сборная Литвы
25 июля 1928 года нападающий провёл первый матч за сборную Литвы против Латвии. Матч закончился победой Латвии со счётом 3-0. В 1930 году нападающий забил 2 мяча на кубке Балтии и помог Литве выиграть турнир. 29 июня 1933 года Антанас Лингис принял участие в отборочном матче ЧМ-1934 против Швеции, Швеция выиграла матч со счётом 2-0. В 1935 году нападающий во второй раз выиграл Кубок Балтии, забив в матчах против Эстонии (2-1, 1 гол) и Латвии (2-2, 1 гол). 29 июля 1937 года нападающий принял участие в отборочном матче ЧМ-1938 против Латвии, Латвия выиграла матч со счётом 4-2. 11 июня 1938 года Антанас Лингис сыграл свой последний матч за сборную Литвы против Эстонии (0-2).
Нападающий сыграл 33 матча и забил 12 голов за сборную Литвы. Он был лучшим бомбардиром сборной Литвы до 2007 года.

## Достижения
- Чемпион Литвы: 1926 , 1932
- Кубок Балтии: 1930 , 1935